# ジャパン・ラジオ・ネットワーク
ジャパン・ラジオ・ネットワーク（英: Japan Radio Network）は、TBSラジオを基幹局とする日本の民間放送ラジオネットワークである。一般的には略称のJRN（ジェイアールエヌ） が使われる。
1965年5月2日発足。加盟局は34局（内訳は後述）。

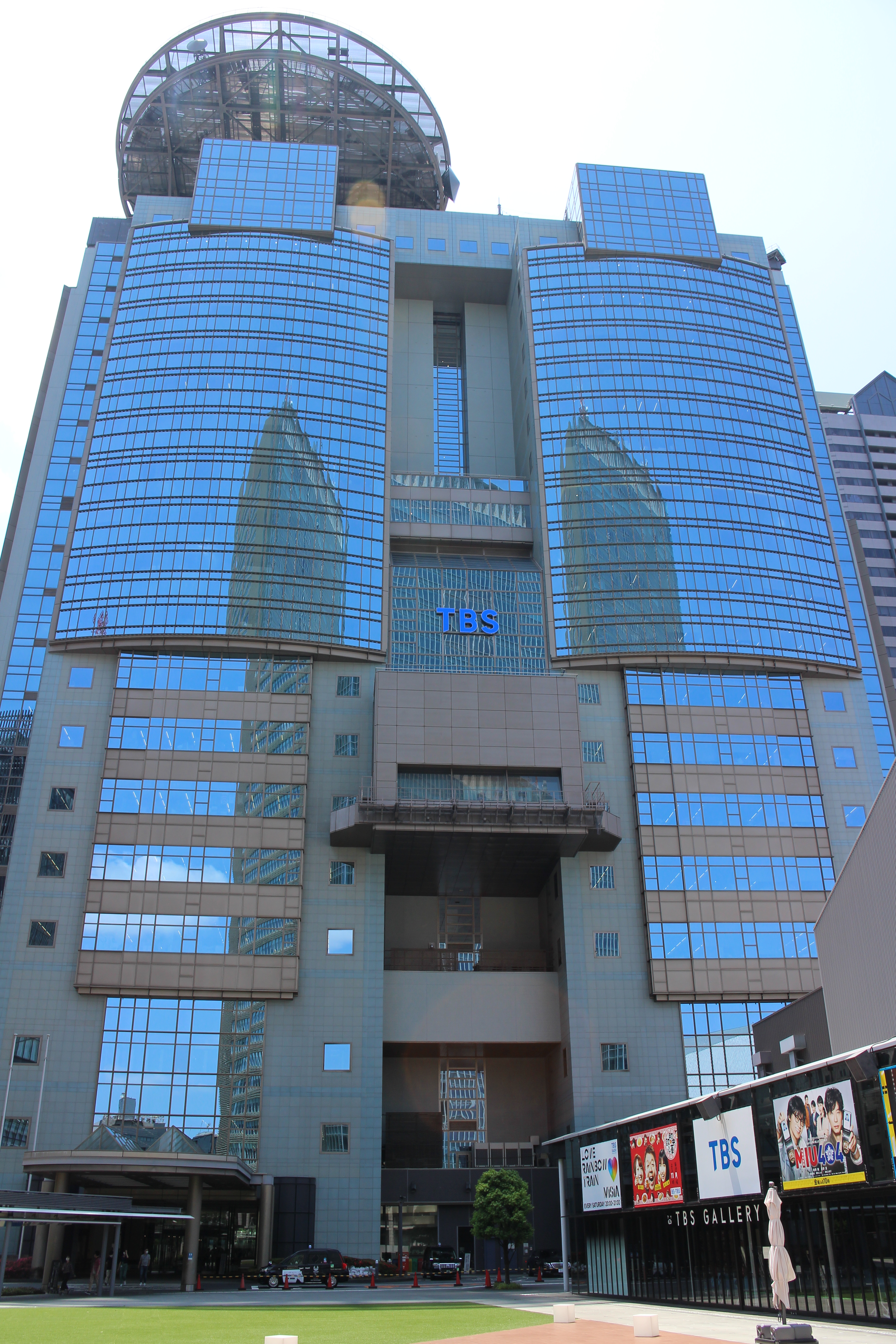
JRNのキー局：TBSラジオ

## 発足の背景
前史として、毎日新聞社が資本関係を結んでいた新日本放送（大阪。現在のMBSラジオ）、ラジオ日本（東京。現在のTBSラジオ。現存する同名のアール・エフ・ラジオ日本とは関係がない）、ラジオ九州（福岡。現在のRKB毎日放送）の3社を中心に、RAPPONネットワークと称した全国ネットワーク構想があったが、東京・大阪とも競願となった上で、東京はラジオ日本・読売放送（読売新聞社系）・朝日放送（朝日新聞社系。大阪とは同名の別法人）・東京放送（電通系）の4社を統合してラジオ東京として開局、大阪は新日本放送と朝日放送（現在の朝日放送ラジオ）にそれぞれ放送免許を交付する形を取り、RAPPON構想は事実上形骸化したが、大阪の2局が東京支社を構えることによって、「大阪発の全国ネットワーク」を目指す構想も進められていたとされる。このことが、JRN（後に結成されたNRNも）の大阪地区2局同時加盟の理由にも後付けされる。
テレビ放送全盛となった1960年代半ば、民放ラジオ界は危機的状況に追い込まれていた。
こうした中、1959年にテレビのネットワーク構築を成功に収めたラジオ東京（現在のTBSホールディングス）は、次にラインネットを用いたラジオのニュースネットワーク、言い換えればラジオ版JNNを構築すべく準備を進めていた。そして、ニュース番組のみならず、一般のラジオ番組も東京のTBS で制作し、地方局へ配給。地方局がこれらの番組を販売することで営業力の強化により業績を向上させ、同時にTBSへラジオ番組制作費も回収させようといった、一石二鳥も三鳥も狙った構想を背景にこのネットワークは生まれた。
取り敢えず、1964年に試験的に同じ意志を持った、（というよりも同じ毎日新聞社資本系統の）TBS、毎日放送、RKB毎日放送の3局で、午後枠のワイドショー『オーナー』のラジオでのネットワークを開始して、事実上JRNは幕を開ける。直ちに、山陽放送、東北放送、静岡放送、新潟放送等が反応を示し、JRN正式発足までにこのラジオ番組のネットワークは拡大。手応えを感じたTBSは翌年一気にJRNの正式発足にまで持ち込んでいくのだが、当初同一新聞資本の3局で番組ネットを開始したところに、本来は完全なニュースネットワークを志向していたTBSの「本音」が垣間見える。
文化放送（QR）およびニッポン放送（LF）はこの動きを察知。TBSが自らラジオ番組の配給機構と位置付け、地方局の営業力強化を狙った「理想主義」のJRNを立ち上げたのに対し、キー局がナショナルスポンサーを開拓することに主眼をおいた、ネットワークセールス主体の「現実主義」的な全国ラジオネットワーク（NRN）を旗揚げした。
多くの放送局はこのTBSの掲げる「理想」と文化放送とニッポン放送の掲げる「現実」を両方受け容れ、双方のネットワークに同時加盟することになった。選択肢は多い方が良いと言うことか、「理想」と「現実」といった一見相反する両陣営に同時加盟した局が大半だった事実や、TBSが排他協定を締結したテレビネットワークJNNと異なり、ラジオネットワークのクロス加盟やNRNシングルネット局や独立局との間のラジオ番組の番組購入や番販ネットを容認し、なおかつTBS自身がNRN単独加盟局や独立局との間でも番組の相互取引を実行したことにこそ、当時の民放ラジオ局が置かれた危機的状況がうかがえる。加えて、UHFテレビ局やFM放送普及前で、ラジオは1県又は複数県で1局の中波局の地域が多い状況も影響を与えた。またMBSとABCはともにQR・LFとも関係が深かったため（後述）、この時にNRNにも同時加盟した。
なお、1979年にTBSが巨人後楽園戦の独占中継権を持っていたラジオ関東からラジオの中継権購入に成功したことから、発足時点でNRN単独加盟局だった北日本放送、和歌山放送、山口放送の3局は、JRNに追加加盟している。また、発足時点では、隣県放送局との関係から、北陸放送や山陽放送はJRNのみの加盟だったが、深夜放送全盛になると、人気深夜番組（実質的には『オールナイトニッポン』）のネットを確保することを目的にNRNにも加盟した。これと同じ理由で、1997年に瀬戸内地方広域圏の位置づけでNRNのみ加盟だった西日本放送が新たにJRNに加盟した。

## 近畿広域圏における扱い
大阪府を中心とする近畿広域圏でMBSラジオ（MBS）と朝日放送ラジオ（ABC）の両方が加盟している背景には、両局ともTBSラジオの前身であるラジオ東京の開局以来関係が深かったこと、並びに上記の毎日資本のラジオ局によるネットワーク構想「RAPPON」の計画があげられている。ラジオ東京は、もともと読売新聞系の読売放送、朝日新聞系の朝日放送、毎日新聞系のラジオ日本、電通系の東京放送が合併する形で設立されたため、同根とも言えるABCは早期から特定の時間にラジオ東京とラインを結んで同時ネットを行っていた。MBSもまた毎日新聞を背景とした繋がり（ラジオ東京の新聞勢力は毎日が強かった）や、MBSの主要時間を電通が扱っていたことなどから番組の共同制作やネット受けを行っていた。

また、MBSは文化放送（当時は日本文化放送協会）と番組の共同制作を多く行い、ニッポン放送とはFOLスポーツネットワークなどを通じて交流を深めていった。一方のABCもまた文化放送やニッポン放送との交流を深め、ABCの看板番組だった『蝶々・雄二の夫婦善哉』等はニッポン放送で放送されていた。
このため、両局は発足当初からJRN・NRN両方とも加盟している。JRN発足記念番組は2時間のうち前半をMBSが、後半をABCが分け合ってネット受けを行った。
JRN発足時、TBSのテレビネットワークであるJNNには、旧大阪テレビ放送を合併・継承したABCが加盟していたが、1975年の「腸捻転」解消を機にMBSへと変わった。しかし、基幹局であるTBSは、先述の理由でテレビのネットワーク（ネットチェンジ）はラジオと関係ない（ラジオ部門には影響しない）として、今日までABCともラジオのネット関係を続けており、これらの提携維持の観点から、TBSホールディングスと朝日放送グループホールディングスは2020年時点でも相互に株式の持ち合いを行っている。
但し、報道・ニュース番組についてはJNN協定の解釈上テレビのニュース系列としてJNNを選択した局はラジオ部門も含めた局全体が協定の拘束を受けるとされており、JNN加盟局（1975年3月30日まではABC→「腸捻転」解消以降の同年3月31日以後はMBS）に優先権がある。腸捻転解消後のABCではニュース以外の一般番組（2017年まではプロ野球中継を含む）だけがネットされる傾向がある。ただし「うわさの調査隊」（ABCにネット）や「生島ヒロシのおはよう一直線」（JRN非加盟のOBCにネット）のように生放送や内容ゆえ報道に近い内容となることもある番組という例外も存在する。
1995年の阪神・淡路大震災発生当時、MBSはTBSからのネット番組を放送していた影響で、地震発生時の初動体制が遅れた影響を教訓として、1998年4月度の改編以後、段階を追って早朝・深夜のワイド番組を自社制作（早朝番組の一部はスポンサーのCMだけをネットする企画ネット番組に準じた扱い）に移行して、JRN共通ネット番組の同時放送を縮小・終了させるようになった。

現在ABCで放送されているニュース（『ABCニュース』など）は100%自社制作であり、全国ニュース番組は、JRN・NRN共にCMも含めネットしない。

またプロ野球中継もABCとMBSがともにNRNとのクロスネットであるため、曜日を分担して相互ネットを行うが、2010年度からTBSラジオ発の土・日JRNナイターが放送されなくなった（NRNは継続）。その関係でJRN加盟でプロ野球球団がある地域のHBC（クロスネット局）、CBC、RKBに配慮して、その地域に関係する球団（日本ハム、中日、ソフトバンク）のナイターの試合について、LF-MBSラインを使って相互中継する事例がある（デーゲームは試合日によりABCとの相互中継になる場合もある）。
MBS・ABCの両局では、開局時から激しい聴取率競争を繰り広げているため、共に自社制作番組の割合が極めて高い。このため、野球中継以外のJRNラインネット（同時ネット生放送）番組が、和歌山県を除いた関西地域で放送されることは少ない。ネットワークセールス番組であっても、本編を放送せずにCMのみネット受けとなるケースも多い。
なおRKBは同じ「毎日新聞」系列のMBSと資本関係にある（MBS及び毎日新聞がRKBの筆頭株主である）事から、RKB制作のJRN全国ネット番組は関西地区ではMBS経由となる場合がほとんどである。但し野球中継についてはRKB制作の中継カードがMBS経由で流れるのは月・金のみで、その他曜日（火・水・木・土・日）はABC経由で放送されている（土日の場合、どちらかがナイトゲームとなる週はMBS経由）。
なお、近年は在阪AM3局で唯一JRN非加盟のラジオ大阪（OBC）制作の番組をTBSラジオでネットしていたり、TBSラジオ制作の番組（『生島ヒロシのおはよう一直線』、『JUNK』、『爆笑問題の日曜サンデー』など）がOBCや阪神地域を放送エリアとするラジオ関西に番組販売扱いでネットしている。

ライン送出に関して、JRNはNRNとは違って、基幹局の他、大阪にTBSラジオ大阪浪速局が存在し、そこでラインを分岐する（MBSとABC等への送出選択と西日本地域への分岐のため）。また秋田放送・青森放送・山形放送・IBC岩手放送・北海道放送へは東北放送仙台青葉局でラインを分岐する他、TBSラジオと北海道放送の間には専用回線もある。

## 加盟局
2021年4月現在
内訳は単独加盟局4局、クロスネット局30局。AM単営6局（RFC・TBS R・CBC R・MBS R・ABC R・WBS）、ラテ兼営28局 となっている。JRNはAM単営局及びシングルネット局（JRN単独局）がNRNより少なく、ほとんどがラテ兼営局、及びNRNとのクロスネット局により構成されている。JRN単独局はTBS・CBC・RKB・RBCの4局のみ。また、TBS・CBC・MBS・ABC以外のJRN基幹局=HBC・tbc・RCC・RKBはラテ兼営であり、併設TVが全てJNN系列=JNN基幹局である。
この表は、地域や都道府県の配列に際し、日本民間放送連盟公式サイト「会員社」ページ の表記に準じて記載している（一部に例外あり）。
NBCラジオ佐賀を除く全局で「radiko.jp」配信を実施（放送局記号は原則、以下に記載の各局の略称そのまま。小文字の略称は放送局記号では大文字）。全局で「ワイドFM」を実施。
- ● - JRN単独加盟局
- ○ - JRN・NRNクロスネット局
- ☆ - テレビ放送兼営で併設テレビはJNN系列の局
- ★ - テレビ放送兼営で併設テレビはNNN系列の局
- ◇ - テレビ放送兼営で併設テレビはANN系列の局
- ▽ - AMステレオ放送を実施している局
- ▼ - かつてAMステレオ放送を実施していた局
- □ - 基幹局

### 現在の加盟局
| エリア     | 略称 | 放送局名                  | 備考 | 記号 |
| ---------- | ---- | ------------------------- | --- | ---- |
| 北海道     | HBC  | 北海道放送 （HBCラジオ）  | | ○☆▼□ |
| 青森県     | RAB  | 青森放送                  | | ○★   |
| 岩手県     | IBC  | IBC岩手放送               | 1995年6月22日までの社名は「岩手放送」。 | ○☆   |
| 秋田県     | ABS  | 秋田放送                  | | ○★   |
| 宮城県     | tbc  | 東北放送                  | | ○☆   |
| 山形県     | YBC  | 山形放送                  | | ○★   |
| 福島県     | RFC  | ラジオ福島                | [ 注釈 27 ] | ○    |
| 関東広域圏 | TBS  | TBSラジオ                 | 旧ラジオ東京、東京放送 2001年10月1日加盟。 同年9月30日までは東京放送。 2001年10月1日から2016年3月31日までの社名は「TBSラジオ&コミュニケーションズ」。 | ●    |
| 山梨県     | YBS  | 山梨放送                  | | ○★   |
| 長野県     | SBC  | 信越放送                  | | ○☆   |
| 新潟県     | BSN  | 新潟放送                  | 2023年6月1日加盟。 同年5月31日までは（旧）新潟放送。                                                                                                  | ○☆   |
| 静岡県     | SBS  | 静岡放送                  | | ○☆   |
| 富山県     | KNB  | 北日本放送                | 1980年12月1日加盟 | ○★   |
| 石川県     | MRO  | 北陸放送                  | | ○☆   |
| 福井県     | FBC  | 福井放送                  | | ○★◇  |
| 中京広域圏 | CBC  | CBCラジオ                 | 旧中部日本放送 2013年4月1日加盟。 同年3月31日までは中部日本放送。                                                                                     | ●▼□  |
| 近畿広域圏 | ABC  | 朝日放送ラジオ            | 旧朝日放送 2018年4月1日加盟。 同年3月31日までは（旧）朝日放送。                                                                                       | ○□   |
| 近畿広域圏 | MBS  | MBSラジオ（3）            | 2021年4月1日加盟。 2017年3月31日までは毎日放送（1）。 2017年4月1日から2021年3月31日までは毎日放送（2）。                                              | ○□   |
| 和歌山県   | WBS  | 和歌山放送                | 1979年2月2日加盟 | ○▽   |
| 鳥取県     | BSS  | 山陰放送                  | | ○☆   |
| 島根県     | BSS  | 山陰放送                  | | ○☆   |
| 岡山県     | RSK  | RSK山陽放送 （RSKラジオ） | 2019年4月1日加盟。 同年3月31日までは山陽放送。 | ○☆▼  |
| 広島県     | RCC  | 中国放送                  | | ○☆▼  |
| 山口県     | KRY  | 山口放送                  | 1982年10月26日加盟 | ○★   |
| 徳島県     | JRT  | 四国放送                  | | ○★   |
| 香川県     | RNC  | 西日本放送 （RNCラジオ）  | 1997年9月5日加盟 | ○★   |
| 愛媛県     | RNB  | 南海放送                  | | ○★   |
| 高知県     | RKC  | 高知放送                  | | ○★   |
| 福岡県     | RKB  | RKB毎日放送 （RKBラジオ） | 2016年4月1日加盟。 同年3月31日までは（旧）RKB毎日放送。                                                                                               | ●☆□  |
| 長崎県     | NBC  | 長崎放送                  | 佐賀県内はNBCラジオ佐賀 | ○☆   |
| 佐賀県     | NBC  | 長崎放送                  | 佐賀県内はNBCラジオ佐賀 | ○☆   |
| 熊本県     | RKK  | 熊本放送                  | | ○☆▼  |
| 大分県     | OBS  | 大分放送                  | | ○☆   |
| 宮崎県     | MRT  | 宮崎放送                  | | ○☆   |
| 鹿児島県   | MBC  | 南日本放送                | | ○☆   |
| 沖縄県     | RBC  | 琉球放送                  | 1972年5月15日正式加盟。 2002年4月1日以降、 社内カンパニー化に伴い新聞ラテ欄ではRBCiラジオと表記。                                                     | ●☆   |

### 過去の加盟局
| エリア     | 略称 | 放送局名      | 備考 | 記号 |
| ---------- | ---- | ------------- | --- | ---- |
| 関東広域圏 | TBS  | 東京放送      | 2001年9月30日まで加盟。 | ●☆▼  |
| 中京広域圏 | CBC  | 中部日本放送  | 日本初の民放局（民放ラジオ局）。 2013年3月31日まで加盟。                                                                          | ●☆▼□ |
| 福岡県     | RKB  | RKB毎日放送   | 2016年3月31日まで加盟。 | ●☆▼□ |
| 近畿広域圏 | MBS  | 毎日放送（1） | 1975年3月31日に、ABC・MBS両社はテレビ部門のニュース系列を入れ替えた （ANN→JNN・腸捻転ネットワークの解消） 2017年3月31日まで加盟。 | ○☆▼□ |
| 近畿広域圏 | MBS  | 毎日放送（2） | 2017年4月1日から2021年3月31日まで加盟。 毎日放送（2）のラジオ放送事業の分社化により、MBSラジオ（3）に放送免許継承。               | ○☆□  |
| 近畿広域圏 | ABC  | 朝日放送      | 1975年3月31日に、MBS・ABC両社はテレビ部門のニュース系列を入れ替えた （JNN→ANN・腸捻転ネットワークの解消） 2018年3月31日まで加盟。 | ○◇▼□ |
| 岡山県     | RSK  | 山陽放送      | 2019年3月31日まで加盟。 | ○☆▼  |
| 新潟県     | BSN  | 新潟放送      | 2023年5月31日まで加盟。 | ○☆   |

- 東京放送と中部日本放送は、「ラジオ部門を分社化、テレビのコールサインを変更し、さらにその数年後に、テレビ部門も分社化して、認定放送持株会社体制に移行した。」という共通点を持つ。唯一違う点は、TBSは持株会社移行時に社名変更したのに対し、CBCは社名変更を行わなかった。
- 毎日放送（1）とRKB毎日放送及び山陽放送と新潟放送は、認定放送持株会社体制に移行したが、ラジオ・テレビ共に分社化を行わず、それぞれ放送免許を旧法人から新法人のMBS（2）・RKB・RSK・BSNに譲渡した。MBS（2）は2021年4月にラジオ部門を分社化し、テレビのコールサインを変更した。
- 朝日放送はラジオ部門・テレビ部門を同時に分社化、テレビのコールサインを変更して、認定放送持株会社体制に移行した。

## 代表的なネット番組（50音順）
ローカルセールス枠は、関西地区においては放送されることは基本的に無く、ネットワークセールス番組（ネットスポンサーが付いている番組。黒ネット番組ともいう）。においては、関西地区についてはCMのみネットして、番組自体は放送していない場合がある。なお、報道番組の場合はMBSが制作協力をしており、有事の際には報道特別番組編成のためにネットすることになっている。ただし、番組によっては「JRN」記載がないものも存在する。
クロスネットの大阪地区において、○印：MBSラジオで放送。●印：ABCラジオで放送。無印は原則放送されず。
TBS系列各局では「絆プロジェクト」と題した震災復興支援活動を展開しており、被災地へ贈る義援金・救援物資・携帯ラジオ受信機を随時受け付けると共に、各自社制作ワイド番組内では被災者への復興応援メッセージや被災地の情報を紹介している。
大災害発生時や国政選挙時は『JRN報道特番』が放送されている（関西地区はMBS経由。なお民放AMが1局のみの地区ではJRN報道特番が優先ネットされる関係上、NRN全国ニュース番組は非ネットとするか一定時間ごとにNRNとの乗換をする）。
なお、ハワイのKZOOはJRN加盟局ではないが、一部のTBSラジオ制作番組をネットしている。
ブロックネット番組のうち、関東地方・中京圏・福岡県・沖縄県以外はNRNとのクロスネット（特殊例でHBCがクロスネットとなっている北海道と大阪府のクロスネットが2局ある近畿地方を含む）であるため、特に東北地方・北陸地方・中国・四国地方のみを対象としたものは実質「NRNブロックネット」ともとれる。

### 現在放送中

#### TBSラジオ制作
- アフター6ジャンクション2
- アルコ&ピース D.C.GARAGE
- 井上貴博 土曜日の『あ』
- 井上芳雄 by MYSELF
- ウィークエンドネットワーク○（TBS・MBSはCMのみネット）
- 荻上チキ・Session
- かまいたちのヘイ!タクシー!
- 空気階段の踊り場
- コシノジュンコ MASACA
- こども音楽コンクール○（企画ネット番組）
- 今晩は 吉永小百合です
- さらば青春の光がTaダ、Baカ、Saワギ
- ジェーン・スー 生活は踊る
- CITY CHILL CLUB
- JUNK
- スタンド・バイ・見取り図
- ダイアンのTOKYO STYLE
- 高見沢俊彦のロックばん
- 武田砂鉄のプレ金ナイト
- ONE-J○（RABは非ネット）
- 東京ポッド許可局
- TALK ABOUT
- 土曜朝6時 木梨の会。
- 問わず語りの神田伯山
- 中野浩一のフリートーク●
- Nissho プレゼンツ 渡部絵美の住まいるハウス
- にゅーとぴ♪
- ネットワークトゥデイ○（MBS・WBSはCMのみネット）
- 爆笑問題の日曜サンデー[注釈 39]
- ハライチのターン!
- 藤田ニコルのニコニチ
- Brand-New Morning[注釈 40]
- Music Palette♪
- ミラクル・サイクル・ライフ●
- 話題のアンテナ 日本全国8時です●[注釈 41]

#### 朝日放送ラジオ制作
- Sky presents 藤原竜也のラジオ●（福岡県・北海道はNRN単独局のKBC・STVへネット）
- Sky presents 中村七之助のラジのすけ●

#### MBSラジオ制作
- 増田貴久・中丸雄一のますまるらじお
- GOGO競馬サンデー!（東海以西の西日本地区ブロックネット。2019年度よりJRN単独加盟局もしくはJRN・NRNクロスネット局によるネットに整理された。ただし関東のレースはNRNキー局のニッポン放送、北海道のレースはNRN単独加盟局のSTVラジオから配給を受ける[注釈 42]）

#### CBCラジオ制作
- 全国高校生の主張「ナキワラ」○（CBC制作、毎年1月下旬頃放送される単発特番）

#### その他
- あにまにあ（MRO制作）
- 伊奈かっぺい・ことわざのわざ（RAB制作）
- きいやま商店SHOW（RBC制作）
- 熊木杏里 夢のある喫茶店（HBC制作）
- 佐藤竹善from Sing Like Talking『レコード部屋』（SBS制作）
- 志の輔&雷鳥のなんでか?ニッポン（KNB制作）
- 林哲司&半田健人 昭和音楽堂○（SBS制作）
- ひなたまつり（BSN制作）
- リョービプレゼンツ 山野秀子のちいさなパティオ●[注釈 43]
- 松村邦洋のOH-!邦自慢（KRY制作）
- 宮川賢のまつぼっくり王国（TBC制作）
- ヨドバシカメラpresents ロバートの家電研究所○（RKB制作）

#### ナイターイン時
- JRNナイター（プロ野球中継）○● 関西地区の場合は、火曜・水曜・木曜、土曜・日曜のデーゲームはABC、月曜（セ・リーグ公式戦開催日のみ）・金曜はMBS、がネットを担当。大部分のクロスネット局、言い換えれば1局のみの地域では、概ね火曜のみ（2009年までは火曜・土曜・日曜に）放送される[注釈 44]。この曜日配分は、原則日本シリーズにおいても、一部地域を除いては、そのまま適用されるため、1局地域においては、第1・2・3・6・7戦と7戦のうち5戦がJRNラインとなる。関西地区においては通常ナイター時の曜日配分は適用されず、変則となり、ABCは週末の第1・2・6・7戦、MBSは平日の第3・4・5戦がそれぞれJRNラインとなり、NRNラインはその逆となる。1979年以降、東京ヤクルトスワローズ主催試合の放送権を持っていない。この経緯は『ラジオ日本ジャイアンツナイター』に詳細がある。2010年度のJRNナイター中継は原則として火〜金曜のみの放送となり、土・日曜はデーゲームの週が多いことからナイターオフ期と同じ編成となっていた。この土・日曜で地元球団デーゲームのみを中継し他球場ナイターを非ネットとする方式は、パ・リーグ各地元球団の試合を中継するHBC（『HBCファイターズナイター&サタデー・サンデーファイターズ』）・TBC（『TBC POWERFUL BASEBALL イーグルスナイター&サタデー・サンデーイーグルス』）・RKB（『RKBエキサイトホークス』）でまず開始され、2009年シーズンからは阪神戦を中継するABC（『ABCフレッシュアップベースボール』）も春季に限り追随[注釈 45][注釈 46]。同時にローカル局のSBS（『SBSビッグナイター』）・RNB（『RNBドリームナイター』）でも日曜はJRNナイター中継と『プロ野球ネットワーク』をネット受けせず冬期と同じ自社制作番組に変更。2010年よりこの方式は全国へ拡大することとなる。2010年シーズンも土曜のプロ野球中継のネット受けを継続する局については2009年シーズンまでのJRNからNRN（キー局・文化放送）に変更され、『文化放送ホームランナイター』（中継予定カード雨天中止時、及び全球団がデーゲームでナイトゲームの無い週は文化放送制作の雨傘番組『センパツ!』）」が放送されていた[注釈 47]。またこの影響で、土・日のABCはナイターを中心にNRNラインの大阪地区の中継を担当するようになり、逆にMBSが従来のLF-MBSラインと兼務する形でJRNラインのローカル中継の発信を行うようになった[注釈 48]。
2018年にTBSラジオは横浜DeNAベイスターズ主催試合のビジターチームや地方開催時の開催地の地元局への裏送りを除き、基本的にプロ野球中継から撤退した。このため、DeNA以外の関東圏の球団の主催試合のJRN系列局向けのナイター中継は、ビジター側の系列局が乗り込むか、ニッポン放送（主に週末。CBC向けは2021年から）・文化放送（主に平日。TBC・CBCの乗り込み自社制作時の週末のロッテ主催デーゲームの技術協力も）・RFラジオ日本（巨人主催。RCC向けに限り週末のロッテ主催デーゲームの裏送りまたは技術協力も）が系列の枠を超える形で分担して担当している。
- プロ野球ネットワーク●（中継カードがない時に放送される代替番組で、火曜日 - 木曜日に放送。民放AMが1局のみの地区では2009年度まで火・土・日に放送されていたが、2010年度は（デーゲームの週が多い）土日はナイター中継を行わず冬期と同編成になることから（民放AMが1局のみの地区では）火曜のみの放送となる（MBS経由となる金曜日は「プロ野球東西南北」と題して放送）。ABCでは2013年以降試合が組まれていない日は原則として『堀江政生のほりナビ!!』を拡大して放送するため、雨天中止の場合のみ放送。CBCは中日ドラゴンズ関連の自社制作番組『晩ドラ』に差し替える場合あり）。前述のTBSラジオの中継撤退に伴い、全国向けの番組は2017年を最後に廃止されており、本拠地球団エリアにある5局（HBC・TBC・CBC・MBS・RKB）のみ自社制作番組に切り替わっている。
- プロ野球東西南北○（中継カードがない時に放送される代替番組で、金曜日に放送。MBSでは阪神タイガース関連の自社制作番組に、CBCも中日ドラゴンズ関連の自社制作番組『晩ドラ』に差し替える場合あり）。
- こんにちは青空たのしです（かしわプロダクション制作、RAB・IBC・YBC・BSN・SBCで月-金の日中に放送されている5分枠のミニ歌謡番組。1983年開始。毎年4月改編時 - 10月改編時までの夏期限定放送）

#### ナイターオフ時
- TBSラジオ平日ナイターオフ夜の帯番組（最終の2017年度はTHE FROGMAN SHOW A.I.共存ラジオ好奇心家族。2018年以降通年で「アフター6ジャンクション」を放送）

#### 特番・不定期放送
- 天皇盃全国都道府県対抗男子駅伝実況中継 ○（RCC制作・毎年1月第3日曜12:15 - 15:15放送。NRN単独加盟局のLucky FM・CRT・KBSと独立局のGBS・CRKにもネット）
- 住宅月間スペシャル●（毎年3月最終土曜或いは日曜に放送。2010年春はRCC制作で『Love My Home』という題名）
- 高校野球中継（春の選抜）○（MBS制作。ただし1995年以降TBSやQR、LFの在京局では放送されず）
- 高校野球中継（夏の大会）●（ABC制作、NRN系列でも放送。ただし1998年以降TBSやQR、LFの在京局では放送されず）
- 全日本実業団女子駅伝実況中継○（TBC制作、毎年12月第2日曜11:55 - 14:30、TBS・MBS・RKBの計4局でのみ放送）
- エキサイトKEIRIN（競輪中継）●
- ボクシング中継○
- 日本レコード大賞（テレビ（JNN系列）と同時放送。1974年度まで●、1975 - 2005年度まで○。なお、ラジオ放送では途中から飛び乗る地方局やRAB[注釈 49] 等放送しないJRN系列局あり）。
- FIFA W杯実況中継（開催年に日本代表が出場するカードを民放ラジオ101局で一斉同時生放送=JRN系列局アナウンサーが実況するとは限らず、NRN系列局アナウンサーが実況する場合もあり）
- 地デジ何でも相談室○（2010年3月最終週に放送された単発特番。企画ネット番組）

#### JRN報道特別番組・JRN選挙特別番組
有事の際は報道特別番組が、衆院選・参院選などの国政選挙の際はJRN選挙開票特別番組がいずれもTBSラジオをキーステーションにして組まれる。「共同災害募金」実施時と同様、公で「JRN」が使われる少ない例の一つである。
いずれもシングル・クロスを問わず原則的にJRNから特別番組をネットすることが多い。ただし、TBSが特番を組まず、NRNの文化放送やニッポン放送が組む場合はそちらをネットすることもある。また、特に選挙特番やその特番が長時間にわたる場合は当初JRN/TBSのネットを受けていても途中で飛び降りてNRNの番組に切り替えることもままあったが、2021年の衆院選では文化放送やニッポン放送からはネット受けせずにJRN特番のみとなった。
一方、全局が特番を組む体制となっていても、ラインネットの関係上NRNを優先することもある。

### ブロックネット・共同制作番組
太字は制作局を表す。
- あんべ光俊 人の森を旅する道（IBC・TBC・RFC）
- 岩手・大分ホットライン（IBC・OBS）
- かが屋の鶴の間（RCC・RSK）
- 聴いて得するラジオマガジン（RKB、九州・沖縄・山口8局）
- 公益ビタミンくらぶ（YBC、TBCを除く東北・新潟6局）
- 島島ラジオ（RSK・RNC）
- 杉ノ内由紀のミュージック・さえら（RNC、JRT・RKC）
- 中四国ライブネット（中国・四国8局）
- デイリーECOランキング（CBC・SBS・SBC、各局別内容）
- Dorothy Little Happyのジャンプ!（TBC、IBC）
- NEXCO西日本 Drive Escourt（RCC、中国4局）
- NEXCO東日本 はいうぇい人・街ネット（TBC・RAB・ABS・YBC・RFC、各局別内容）
- バンリク -BANG!BANG! REQUEST- （JRT、RNC・RKC）
- HUE 風を感じて（RKB、MBC）
- 風水害・あなたを守る情報ラジオ（九州6局）
- プロ野球三都物語（HBC・TBC・RKB）
- 北陸新幹線で行く!いい旅ラジオ旅（SBC・BSN・KNB・MRO）
- 北陸ネット3県ポン（KNB・MRO・FBC）
- みち子先生のニコニコ通信（MBC・RKB・RKK・MRT）
- みちのく歌謡祭（東北6局）
- みちのくふるさと賛歌（IBC・TBC・RFCで放送）
- ラジオ魅知国寄席（TBC・IBC）

### 終了した番組

#### TBSラジオ制作
- 秋山ちえ子の談話室 → 秋山ちえ子の日曜談話室
- 青島・フーコの天下のジョッキー（歌謡スターうわさの花かご）●
- アシタノカレッジ
- 明日へのエール〜ことばにのせて〜○
- UP'S〜Ultra Performer'S radio〜
- アフター6ジャンクション
- あなたへモーニングコール（関西地区は、NRN単独加盟局のOBCで放送。2013年3月31日を以て、番組終了）
- 新井麻希の農林漁業ことはじめ（2008年7月5日開始、同年9月28日を以て番組終了。現在は単発特番扱い）●
- 五木寛之の夜○
- いすゞ歌うヘッドライト〜コックピットのあなたへ〜○
- e-NITE○
- うしろシティ 星のギガボディ
- 歌のない歌謡曲○（企画ネット番組、2023年9月終了。一部地域では企画ネットとして継続）
- うわさの調査隊（2009年4月3日までは●。同年3月31日までは『トヨタうわさの調査隊』、翌週4月6日よりローカルセールス格下げとなりJRN32局ネットではなくなった=HBC・SBS・CBC・RCC・RNB・RKBはABCと同様に2009年4月3日を以て番組ネット打ち切り、2009年10月2日を以て番組終了）
- 永六輔の誰かとどこかで○（MBSはCMのみネット、在阪局は過去にMBS → NRN単独加盟局のOBCにネット。2013年9月終了）
- エキサイトベースボールマネージャーズ（2008年9月30日 - 2009年3月、全国パートは土日のみ、18:00 - 19:00）
- ENEOSプレゼンツ 渡辺真理のコトバ遺産〜未来に伝えたいあの一言〜●（2009年4月6日開始、同年7月1日より提供クレジットをJOMOからENEOSに変更、2011年3月28日放送分を以て番組終了）
- 三菱ふそう全国縦断 榎さんのおはようさん〜！○ → 榎さんのおはようサンデー
- ENKAチックナイト!五木孝雄
- おいしい歳時記
- 大沢悠里のにっぽん元気カンパニー●（2005年10月 - 2006年3月まで○、NRN単独加盟局のKBS京都にもネット。2008年3月30日を以て番組終了）
- オーディナリーミュージック（2020年9月28日終了）
- オーナー○
- 荻上チキ・Session-22（2020年9月25日にネット局向けの放送を終了、時間帯を移行して荻上チキ・Sessionとして放送中）
- おぎやはぎのクルマびいき●
- 小沢昭一の小沢昭一的こころ（かつては●。2012年12月28日を以て番組終了）
- おはようございます 落合恵子です（2008年3月30日を以て番組終了）●
- 山中秀樹 時泥棒（2009年4月11日開始、MBSでは2009年9月放送分でネット打ち切り）
- 待ったなし!大相撲○
- おはなし日本列島●
- おはよう一直線[注釈 50]
- オンテナ
- Grand Touring Japan○
- THE おとばん●
- 桂三枝のチキチキ王国 → サンデーチキチキミュージック●
- 歌謡曲こんにちは!○
- 簡易恋愛プログラム 宮川賢のデートの時間でそ?!（全国パートは前半1時間のみ）
- 菊地成孔の粋な夜電波
- 北野誠の世紀の雑談
- キャイ〜ンのおのれっ、この・・・傾奇者がぁ〜!!○
- キャイ〜ンの、今宵も最高潮 大儀であった!○
- 共石イブニングコント●
- 共石イブニングライブラリー〜ライバル達の物語●
- クマヒラ・木村太郎のワンダーランド●
- 久米宏 ラジオなんですけど（2020年6月27日終了）
- 郷愁のうた 〜ノスタルジックサウンド〜○
- 倉本聰 ニッポン人生録
- クローズアップにっぽん○
- 養命酒 健康談話室●
- コサキンDEワァオ!（一時期●、2009年4月5日放送分を以て、番組終了。ポッドキャスト番組『コサキン ポッドキャストDEワァオ!』はRABとKNBで2023年10月より放送開始）
- 今夜もセレナーデ
- コンセント・その先の先●（提供：電気事業連合会）
- サウンド・キャッチ●（2011年4月4日開始。HBC・TBC・CBC・WBS・ABC・RCC・RKB・RBCは2012年3月30日をもって、ネット打ち切り）
- ザ・ヒットパレード（大阪地区はNRN単独加盟局のラジオ大阪で放送。初期はラジオ関西で、ナイターレインコート特番は月曜と金曜がMBS、その他の曜日はABCで流れていた）
- サンスター 文化の泉 ラジオで語る昭和の文化●
- JUNK ZERO○（2010年4月2日を以て、番組終了）
- JUNK2○
- JA全農プレゼンツ 田中雄介の食卓応援隊
- 週刊スター自身
- 週刊デジタリアン○ → ●（2011年4月3日放送分を以て、番組終了）
- 週末ノオト
- 小学生チャレンジ放送局●
- 城島茂のTOKIO CLUB
- シンデレラドリーム ミッドナイト☆パーティー→ウィークエンド・ミッドナイト☆パーティー
- スーパーギャング●
- 杉浦舞のMキャッチ!●（2009年12月21日開始、翌2010年1月8日を以て終了）[注釈 51]
- 鈴木おさむ 考えるラジオ（2011年4月9日開始、2012年9月29日を以て番組終了）
- すすめ! エナジー探検隊（大阪地区は、ラジオ大阪で放送）
- スピーク・スピリッツ○
- スターライトミュージック○
- 政策情報 官邸発○
- 全国おとな電話相談室●（2009年4月5日を以て、番組終了）
- 全国こども電話相談室（リアル）（かつての帯番組時代は○、1990年代以降大阪局では非ネット。関西地区は1973 - 1978年の一時期にJRNには未加盟（当時はNRN単独加盟局）のCRKで同時ネットしたことがある。2020年10月5日からの毎週月曜日→毎週木曜日に「伊集院光とらじおと」内で「こどもでんわそうだんしつと郵便局と」→「こどもでんわそうだんしつと」というコーナーが開始したため、TBS（関東地方）のみ実質復活した。 ）
- 全国こども電話相談室・リアル!
- 千田総合研究所●
- JOMO あの人の物語（2009年4月5日放送分を以て、番組終了）●
- 大学対抗バンド合戦●
- 高橋芳朗 HAPPY SAD
- ちょっと森林のはなし（提供：全国森林組合連合会）●（IBCは2010年10月3日を以て、ネット打ち切り。2011年4月3日放送分を以て、番組終了）
- 次はオレらだ!東京爆裂DJ
- DJango!
- 電リクパラダイス 山ちゃん ・志穂のサンデーバズーカ!!
- TOTOリモデル 住まいの何でも大事典●（2009年3月29日放送分を以て、番組終了）
- TOYOBOメモリーポップス
- Dr.佐藤の人生健康学プラスワン○
- トヨタプレゼンツ 秋元康のドラマティックドライブ〜いつも誰かと〜○
- TOYOTA Presents 片山右京のShall We Drive?〜ドライブしようよ!〜●（2005年10月〜2006年3月まで○、2009年3月29日放送分を以て、番組終了）
- TOYOTAプレゼンツ 高樹千佳子のハイブリッドな週末●（2009年5月2日開始、同年10月3日より冠をこれまでのプリウスプレゼンツから『TOYOTAプレゼンツ』へ変更、2011年4月3日放送分を以て番組終了）
- TOYOTAプレゼンツ 辻よしなりの「週末アソビナビ」●
- TOYOTAプレゼンツ feel the mind〜最上の出会い〜●（2011年4月1日を以て、番組終了）
- トヨタ・ミュージック・ネットワーク（NRN単独加盟局のKBS京都と独立局のラジオ関西のみにネット。TBSは制作のみで放送なし。2009年3月27日を以て、番組終了）
- トヨタ ミュージックパトロール●
- 中村尚登 ニュースプラザ（2008年9月27日を以て、番組終了）
- 中村雅俊マイ・ホームページ●（2009年4月3日を以て、番組終了）
- 奈美悦子・辻よしなりのちなみに?
- パックインミュージック
- 日本香堂ふらっとポスト○（CBC、RKBはスポンサー付きでTBSラジオ制作の『おたよりください!』を放送。HBC、MBSは自社制作。2024年3月の『おたよりください!』終了に伴い企画ネット枠自体も終了し、4月以降はTBSラジオのみのローカル放送となった）
- 日産 ミュージック・ドライブイン○
- ニュースハイライト（イブニング・ネットワーク）● → ○（1975年3月31日より）
- ニュース探究ラジオ Dig（2010年4月5日開始。2013年3月29日を以て、番組終了）
- MDUバックグラウンド・ミュージック（かつては○、2009年3月29日を以て番組終了）
- DHCドリームプロジェクト〜はなわ・こんのひとみ 夢をかなえよう○
- BATTLE TALK RADIO アクセス（2010年4月2日を以て、番組終了）
- 浜美枝のいい人みつけた●
- ハライチ岩井勇気のアニニャン!（2020年3月24日終了）
- B-Junk
- Be@t B@by!!
- 平原綾香 ミュージックガーデン
- Fine!!（2020年9月26日終了）
- ブジオ!○
- 藤本義一"ここがおかしい"
- プロエイジpresents 森山良子 輝けるあなたへ●
- 星野新保 世界をNIRAむ●
- 細川護煕 この人に会いたい○ → ●
- ほら!ここがオズワルドさんち!
- 土曜朝イチエンタ。堀尾正明+PLUS!（2008年10月4日開始、2009年10月10日より、全国パートは5:30 - 6:50に短縮。2012年10月6日より、放送枠を6:00 - 8:30、全国パートは6:00 - 6:50に各々短縮。RNBは2012年9月29日を以て、5:30 - 6:50の部ネット打ち切り[注釈 52]。）
  - 証券知識普及プロジェクトプレゼンツ　あなたにプラス!　資産運用（『日本全国8時です』土曜版の後釜として、2012年10月6日開始。放送枠は『全国8時』時代同様、土曜8:00 - 8:15。2012年12月29日を以て、コーナー終了）
  - 家族にPLUS! 三世代ディズニー（『日本全国8時です土曜版』及び『あなたにプラス資産運用』の後番組として、2013年1月5日開始。多くの地域では従来同様、8:00 - 8:14の放送。一部、放送日時が異なる地域あり）
- ホンダ イブニングダイアリー○
- 麻衣的亜州電波〜Mai's Asian Wave〜●（2010年10月10日開始、2012年9月30日を以て、番組終了）
- マチャアキ ムッシュ タカユキの今夜もソン・フィルトル
- マツダ ミュージック・ラリー○
- 松本ともこ ミュージック・チャーム●（2009年4月12日開始、2010年10月3日を以て、番組終了）
- mix○
- MIXUP（全国パートは27:00-28:00、2010年4月3日を以て、番組終了）
- 三菱ドライビングポップス●
- 美輪明宏 薔薇色の日曜日（2020年3月29日終了）
- 宮崎哲弥 こころのすがた○
- MUSIX
- ミュージックハイウェイ（ナウ・ナウ歌謡曲）○（MBSは『ミュージックフリーウェイ』、HBCは『カーナビミュージックハイウェイ』として、本編を自社制作。RKBは『歌謡曲ヒット情報』内の「人生くもりのち晴れ」で、CMのみネット）
- 牟田悌三・あなたのための税金相談●（かつては○、2005年3月27日をもって終了）
- メイコのいきいきモーニング○（2010年3月28日を以て、番組終了）
- メキキの聞き耳
- Morning Wind〜音楽の森（2009年4月5日を以て、番組終了）
- 柳生博の楽しさ発見○
- 薬丸裕英の「大人のミ・カ・タ!」
- 夢★夢Engine!
- 吉永小百合 街ものがたり● → ○
- よしもと下克上●
- Ride on Music○
- ライムスター宇多丸のウィークエンド・シャッフル（2011年4月9日よりMRO・OBSにもネット開始、全国パートは22:00 - 23:00）
- ラジオアーカイブ（2020年3月29日終了）
- ラジオ寄席（TBS、RAB、IBC、TBC、ABS、BSNのみ美酒爛漫（秋田銘醸）の提供で『らんまんラジオ寄席』という題名。但し、RAB、BSNは10-12月期のみ「美酒爛漫」がスポンサーに付く。2022年3月終了）
- ラ・ラ・ラ♪日ようび
- Listen SOUL!（2010年4月10日開始。2011年4月2日を以て番組終了）
  - Listen HEART!（2010年4月11日開始。2011年4月3日を以て番組終了）
- 列島リポート○
- 六輔七転八倒●
- ロック魂
- 1億2000万人の金庫番●
- ウンナンタイム
- おとなの時間割
  - 所さんのブクブクゴシゴシ!
- キック・ザ・カンクロー
- グッドモーニングジャパン○
- 半年限定プロジェクト あべこうじのポッドキャスト番長○
- 栗山英樹のエキサイトサンデー
- 立川談志・太田光 今夜はふたりで
- 元木大介のエキサイトサタデー
- 橋本清のエキサイトベースボールサンデー
- STUDIO C2 SQUARE→清水圭のガッコーの人気者●
- ミュージックナビ〜昨日と今日との交差点〜○（2010年4月5日開始、2015年3月28日を以て番組終了）
- ラジオシアター〜文学の扉●
- ラジオ・パープル○（2013年4月1日開始、2015年3月30日を以て番組終了）
- LOVE RAINBOW TRAIN
- ドライバーズ・リクエスト○（2021年9月24日を以て番組終了）
  - トラックの日スペシャル○（毎年10月9日に『ドライバーズ・リクエスト』の別冊特番として放送）
- 朗読のミカタ○

#### 朝日放送ラジオ制作
- アステラス製薬 健やかライフ（ABC、RSKにネット、2017年3月を以て番組終了）●
- サラダトーク お仕事カフェ（2014年10月5日よりTBSへネット）
- サンデー・ダークダックス（ABC制作。名古屋地区はNRN単独加盟局の東海ラジオ放送で放送）
- 滝本猛夫の楽ちん大革命●（ABC制作）
- 道上洋三の健康道場●（2019年9月28日をもってネット局では放送終了、2020年10月現在はABCのみで放送）
- べしゃり王選手権●
- 山中つよしの美・happy●（ABC制作 MRO・KNBにネット。2010年4月4日を以て番組終了）
- 霜降り明星のだましうち（ABCのみで放送中）
- ミルクボーイの煩悩の塊（ABCのみで放送中）

#### MBSラジオ制作
- スピードラーニングプレゼンツ 地球時間への旅○（MBS制作。中京圏はNRN単独加盟局のSF経由、沖縄県はNRN単独加盟局のROK経由）
- とっておき!サンデー○（MBS制作、SBSにネット。名古屋地区はNRN単独加盟局の東海ラジオ経由）
- マイ・ストーリー（MBS制作）
- めでらじ○（MBS制作、RKBにネット）

#### CBCラジオ制作
- NLA Presents ゆきねえと考えよう 親子のキズナ応援ラジオ○（CBC制作。基幹局でのみ放送、2012年1月1日を以て番組終了）（現在は単発特番扱い）
- 乙葉っスル（CBC制作）
- チェリッシュ愛の贈り物（CBC制作、2011年4月9日より、NBCにネット）
- 大正琴こころのメロディー○（CBC制作）
- ペナルティーとティーンズのナキワラジオ↑↑○（CBC制作、2010年10月4日開始。2011年2月以降は単発特番扱い）
- MiNoの幸せ時間●（CBC制作、首都圏は独立局のRFラジオ日本経由、福岡県はNRN単独加盟局のKBC経由）
- モーニング娘。藤本美貴のドキ♥みきNight（CBC制作・ネット局での放送は2007年3月で終了）
- AKB48 今夜は帰らない…

#### その他
- 岩本初恵のあしたはきっと晴れるから○（RKB制作、2009年10月11日より、MBSにネット開始、2010年12月末を以て、番組終了）
- 宇佐元恭一アーティストライブラリー（RKB制作、IBCにネット、2010年3月28日を以て番組終了）
- きかせられないラジオ（NBC制作、IBC・YBS・MRTにネット。2012年10月より、MROにネット。2014年3月終了）
- クチ×コミ（RKB制作。かつては●。TBSラジオのみ隔週ネット）
- これは知っ得! 法律相談（RCC制作）
- 志の輔&もみの師匠! これ知ってます?（KNB制作）
- 柴田理恵の井戸端ラヂオ（KNB制作、2009年3月29日放送分を以て番組終了）
- 志の輔・しげるのてるてる・シゲシゲ（KNB制作）
- 志らくの歌の花道（IBC制作、2010年4月3日よりKNB・SBS・RKCに、同年4月10日よりYBSに各々ネット開始）
- 高杢禎彦のあなたに元気を（RKB制作）
- 高杢禎彦のいきいき健康トーク（RKK制作、関東地区はRFラジオ日本で放送）
- Wコロンの黄昏ラジオ GO!GO!スピーク（TBC制作）
- 樋口了一の帰ってきた夢旅人（TBC制作）
- 広島よしもと フリータイムの自由なラジオ（RCC制作）
- 美魔女STYLE（OBS制作、NRN単独局のIBS・CRTでも放送。関西地区はNRN単独加盟局のOBC経由）
- フランソワーズのプライベートレッスン（RCC制作）
- まいとたいむ（RKB制作 KRYにネット）
- 宮崎美子のみんながほっと介護保険（RCC制作。介護保険制度が大幅に変わった時など、年に1度単発扱いで全国放送されることがある）
- megのジャズ風味!おしゃべり三昧!!（IBC制作、2009年10月4日をもって、番組終了）
- 春夏秋冬〜ミュージック・セレクション（IBC制作、2011年4月11日よりRFC・BSSにもネット開始）
- 元気発信!ラジオ希望堂（提供：内閣府。RAB・IBC・TBC・RFC・NRN単独加盟局のLuckyFMで毎週土曜に放送。企画ネットで題名は各局により異なる）
- 陰山英男の放課後ラジオ（RCC制作 2020年10月現在はRCCの単独放送）
- 保田隆のHeart Beatラジオ（RCC制作 福岡県ではNRN単独加盟局のKBC経由で放送していた。2020年10月現在はRCCの単独放送）

#### ブロックネット&共同制作
太字は制作局を表す。
- イズミカワソラのドレミファそらジオ（RCC、中国4局。一時期TBCとNRN単独局のOBCでも放送）
- あぐり かるっちゃ らじお〜地域情報・道案内（TBC、東北6局）
- 王理恵のおさんぽノート（RKB、NBC・MRT・MBC）
- お元気ですか（TBC、東北・新潟7局）
- おもしろネットin東北（東北6局）
- オレたちAMクァルテット THE MIDNIGHT X（四国4局）
- 柏村武昭のサテライトNo.1（RCC、中四国5局。福岡県ではNRN単独局のKBCで放送。またABSが不定期放送した時期あり）
- 木田俊之物語〜歌こそ我が人生〜（YBC、宮城県を除く東北5局）
- 気ままにJポップ（RKB、九州・沖縄7局）
- 九州沖縄むかし物語（RKB、九州・沖縄7局）
- 暮らしの防災コラム（TBC、東北・新潟7局）
- 神足裕司のエネルギー最前線 ミライレポート（RCC、中国4局）
- 四国クローバーネット おやつドキッ!（四国4局）
- 昭和歌もよう（東北6局）
- 創価学会ワールドネットワーク（四国4局）
- ちびっ子バンザイ（中国・四国6局）
- 東北農政局だより（TBC、東北6局）
- たかじんの風に吹かれて（RKB、九州・山口・沖縄8局）
- チアーズヴォイス（TBC、RABを除く東北・新潟6局）
- Dream in the Future Rococo the Night（RNC、四国4局）
- ナベ・とものチアーズランド（TBC、青森県を除く東北・新潟6局）
- Net Communication Drive on Music（RCC・BSS）
- フォーマットRADIO 木藤たかおの日曜Press-Club（RNB、四国4局）
- 北陸おもしろネット・向こう三県両ドナリ!（KNB・MRO・FBC）
- まちからむらから 農政局ダイヤル（TBC、東北6局）
- 南こうせつ大きな空の木の下で（RKB、九州・沖縄7局）
- ラジオアイランドまる○しこく（RKC、四国4局）
- 六平のがんばり人倶楽部 いい人・発見（RCC、中国・瀬戸内7局）
- 我が町バンザイ（東北6局）
- 笑って許して武勇伝（TBC、東北6局）
- ANOKORO（BSS・RSK）

## 系列外の放送局との共同企画・キャンペーン
ここでは、2020年時点において実施された系列外の放送局との共同企画やキャンペーンについて記載する。また、継続して実施しているものも記載している。
共同企画・共同制作
- 北日本放送（富山民放ラジオ7局ネット 防災スペシャル）[11][12]：富山エフエム放送・富山シティエフエム・新川コミュニティ放送・エフエムいみず・エフエムとなみ・ラジオたかおか
- MBSラジオ・朝日放送ラジオ・和歌山放送（関西発 命のラジオ）[13]：NHK大阪放送局・大阪放送（ラジオ大阪）・ラジオ関西・京都放送
- 四国放送（防災特別番組）[14][15][16]：NHK徳島放送局・エフエム徳島・エフエムびざん
- 南海放送（ら♪ら♪ら♪ ラジオです）[17][18]：NHK松山放送局・エフエム愛媛
- RKB毎日放送（ライフサポーター あなたを守る防災ラジオ）[12]：NHK福岡放送局・九州朝日放送・エフエム福岡・CROSS FM・ラブエフエム国際放送

共同キャンペーン
いずれも新型コロナウイルスの感染防止や啓発に関するものとなっている。
- 北日本放送[19]：NHK富山放送局・富山エフエム放送
- 福井放送：NHK福井放送局・福井エフエム放送・福井街角放送・たんなん夢レディオ・敦賀FM放送
- 静岡放送[17]：静岡エフエム放送
- RSK山陽放送：NHK岡山放送局・岡山エフエム放送・岡山シティエフエム
- 南海放送[17]：NHK松山放送局・エフエム愛媛
- 高知放送[17][20]：NHK高知放送局・エフエム高知
- 南日本放送[17][21]：エフエム鹿児島

## その他・備考
- 近畿2番目の民放局であるABCを除き、「当該地域で最初に開局した民放AM局」である[注釈 53]。
- 年に数回（地域により異なる）実施されている聴取率調査（レーティング）では、国内全ての地区においてJRN加盟局（NRNとの重複加盟局も含む）が（NRN単独局・他系列局を抜いて）当該地区における全放送時間帯聴取率平均単独首位を獲得・維持していた。しかし、キー局であるTBSラジオも2021年4月の在京局調査で119期続いていた1位の連続を切り、TokyoFMやJ-WAVEの後を追う形となっている[22]。
- 2015年12月5日の『ジャパネットpresents 民放AMラジオ全47局ネット特別番組 ラジオのちから2015』はTBSラジオが制作幹事局を務め、TBSラジオをはじめとしたJRN・NRN・独立局のAMラジオ全47局で放送された。2局以上の地域ではJRN単独加盟局が時差ネットで、NRN単独加盟局が同時ネットという変則的な措置も見られた。
  - 北海道では北海道放送（クロスネット局）が同時ネットで、STVラジオ（NRN単独局）が時差ネットで放送。
  - 関東地区ではニッポン放送・文化放送（以上NRNキー局）・茨城放送・栃木放送（以上NRN単独局）が同時ネットで、RFラジオ日本（独立局）が時差ネットで放送。
  - 東海地区では東海ラジオ（NRN単独局）・岐阜放送（独立局）が同時ネットで、CBCラジオが時差ネットで放送。
  - 関西地区では毎日放送・和歌山放送（以上クロスネット局）・KBS京都（NRN単独局）が同時ネットで、朝日放送（クロスネット局）・ラジオ大阪（NRN単独局）・ラジオ関西（独立局）が時差ネットで放送。
  - 福岡県では九州朝日放送（NRN単独局）が同時ネットで、RKB毎日放送（JRN単独局）が時差ネットで放送。
  - 沖縄県ではRBCiラジオ（JRN単独局）・ラジオ沖縄（NRN単独局）が同時ネットで並列放送。
- 北海道放送は、TBSラジオと独自回線で直接結んでいるため、同時ネットでもradiko及びワイドFMに限ってステレオ音声で番組を聴くことが出来る（NRN同時ネット番組は基本的にモノラル放送だったが、2019年12月からステレオ化された）。
- 系列34局はすべて、ACジャパン（旧・公共広告機構）の正会員企業の一つであり、34社含む計1000社以上の民間企業・団体が所持する資源を少々出し、広告としてテレビのコマーシャルメッセージなどを通じて同団体の公共広告を放映・展開している[23]。